# Jack Ruttan
John Douglas "Jack" Ruttan, född 5 april 1889 i Winnipeg, död 7 januari 1973 i Winnipeg, var en kanadensisk ishockeyspelare på amatörnivå.

## Karriär
Jack Ruttan, som var back till positionen, spelade för University of Manitoba åren 1908–1912. Säsongen 1912–13 bytte han lag till Winnipeg Hockey Club i Manitoba Hockey League och vann det kanadensiska amatörmästerskapet Allan Cup med klubben 1913. Därefter deltog han i Första världskriget. Efter att ha tjänstgjort under Första världskriget spelade Ruttan en match för Winnipeg Somme i Manitoba Military Hockey League säsongen 1917–18.
1962 valdes Ruttan in i Hockey Hall of Fame.